# 北京一二零一印刷厂
北京一二零一印刷厂，是一家中华人民共和国印刷企业，位于北京市海淀区花园路13号。北京一二零一印刷厂原名中国人民解放军1201工厂，创办于1953年，其前身为中央军委印刷厂，后来归属中国人民解放军总政治部，曾获产品质量评比全军第一、全国第三。印刷厂后来改名北京博诚印刷厂。2001年，印刷厂脱离中国人民解放军，移交地方，划归中国房地产开发集团公司。2002年，中国房地产开发集团公司又将印刷厂划交中国智宝国际经济科技发展公司。